# Psychock
Psychock (Originaltitel: The Silent Scream) ist ein US-amerikanischer Horrorfilm aus dem Jahr 1980 mit Rebecca Balding, Cameron Mitchell und Barbara Steele. In einer Nebenrolle kann man auch die ehemalige Hollywoodschauspielerin Yvonne De Carlo sehen.

## Handlung
Scotty Parker, eine frischgebackene Studentin, zieht in das Strandhaus einer gewissen Mrs. Engels, wo auch schon drei andere Studenten wohnen. Mrs. Engels zeigt sich nicht besonders oft, da sie hauptsächlich in ihrem kleinen Zimmer am Dachboden wohnt. Mason, der verstörte Sohn von Mrs. Engels kümmert sich jedoch um seine Mutter und hilft den Studentinnen beim übersiedeln. Eines Tages wird eine Männerleiche am Strand gefunden und die jungen Bewohner müssen feststellen, dass im Keller noch eine Person wohnt: Victoria, die Tochter von Mrs. Engels.

## Kritik
„Eine Kopie von Hitchcocks ‚Psycho‘ im Studentenmilieu, platt, unoriginell, voller Albernheiten und Langeweile.“